# Trianthema clavata
Trianthema clavata är en isörtsväxtart som först beskrevs av John McConnell Black, och fick sitt nu gällande namn av H.E.K.Hartmann och Liede. Trianthema clavata ingår i släktet Trianthema och familjen isörtsväxter. Inga underarter finns listade i Catalogue of Life.